# Joos Valgaeren
Josef „Joos“ Celine Maria Valgaeren (* 3. März 1976 in Löwen) ist ein ehemaliger belgischer Fußballspieler.

## Spielerkarriere

### Die Anfänge
Joos Valgaeren startete seine Karriere als Fußballspieler 1982 im Nachwuchs des FC Herselt, von dem er im Jahre 1987 in die Nachwuchsabteilung von KFC Verbroedering Geel wechselte, wo er auch sein Debüt im Herrenfußball gab. 1994 folgte ein Wechsel zum belgischen Erstligisten KV Mechelen. Dort blieb er drei Jahre lang und sammelte seine ersten Erfahrungen im professionellen Fußball. Anschließend ging er 1997 erstmals ins Ausland. Bei Roda Kerkrade konnte er in der niederländischen Ehrendivision Stammspieler werden und den Landespokal 2000 gewinnen. In seiner Zeit bei Roda wurde er auch belgischer Nationalspieler.

### Celtic Glasgow
Nach der EM 2000 verpflichtete der schottische Spitzenclub Celtic Glasgow den talentierten Verteidiger. Bei den Schotten hatte Valgaeren seine erfolgreichste Zeit. Mit Celtic gewann er sieben nationale Titel (3× Meister, 3× Pokalsieger, 1× Ligacup) und spielte regelmäßig.

### FC Brügge
Im Sommer 2005 entschloss sich Valgaeren zur Rückkehr in die heimische 1. Division, nachdem er acht lange Jahre im Ausland aktiv war. Mit dem Spitzenclub FC Brügge konnte er 2007 im Pokalfinale über Standard Lüttich seinen bisher letzten Titel feiern.

### Nationalmannschaft
Zwischen 1999 und 2004 bestritt Joos Valgaeren 19 Länderspiele für die Belgien ohne ein Tor zu erzielen. Für sein Heimatland nahm er an der Fußball-Europameisterschaft 2000 im eigenen Land teil.
Zuvor spielte er schon in diversen Jugendnationalmannschaften für die Belgier.

## Erfolge
- 2000 – Niederländischer Pokal mit Roda Kerkrade
- 2001 – Schottischer Ligapokal mit Celtic Glasgow
- 2001, 2002, 2004 – Schottische Meisterschaft mit Celtic Glasgow
- 2001, 2004, 2005 – Schottischer Pokalsieger mit Celtic Glasgow
- 2007 – Belgischer Pokal mit FC Brügge